# Petru Sudureac
Ender Petru Sudureac (ur. 23 czerwca 1974) – rumuński zapaśnik walczący w stylu klasycznym. Dwukrotny olimpijczyk. Jedenasty w Sydney 2000 i piętnasty w Atenach 2004. Startował w kategorii 96–97 kg.
Osiem razy brał udział w mistrzostwach świata, zdobył srebrny medal w 1995 a czwarte miejsce w 1998 i 2001. Trzeci na mistrzostwach Europy w 1999 i 2001. Triumfator igrzysk wojskowych w 1995 roku.
- Turniej w Sydney 2000  - 97 kg

Wygrał z Bułgarem Ali Mollovem a przegrał z Mikaelem Ljungbergiem ze Szwecji.
- Turniej w Atenach 2004 - 96 kg

Pokonał Masuda Haszemzade z Iranu a przegrał z Mindaugasem Ežerskisem z Litwy.